# PFI
プライベート・ファイナンス・イニシアチブ（英語: Private Finance Initiative, PFI）とは、公共サービスの提供に際して公共施設が必要な場合に、従来のように公共が直接施設を整備せずに民間資金を利用して民間に施設整備と公共サービスの提供を委ねる手法のことである。

## 制度概要
PFIは1992年にイギリスで誕生した行財政改革の手法であり、広義の業務改善の一手段でもある。この手法を利用する目的は、
- 官民が対等な立場で締結する事業契約によって契約内容に柔軟性を持たせ、民間の能力を最大限に引き出すことでVFM（Value For Money）を創出する
- 市場原理の導入によるコスト削減によってVFMを創出する
- 事業提案の特殊性によって定性的・定量的なVFMを創出する
- 優先交渉権者との交渉により、よりニーズに合致した契約にすることで定性的なVFMを創出する

の4つにあるといわれる。中でも今まで官が取ることが当然だと思われていた事業のリスクを民間事業者に移転し、それによって官のリスクコストを削減し（VFMを向上させ）、民間の利益を創出することによって官民がWin-Winの関係を構築することによって創出されるVFMがそのうち60%程度あるというイギリスの調査結果がある。
従来は、官が施設整備を行いその施設において公共サービスを提供するという考え方が当然であったため、官が公債を使って資金調達を行い施設を整備し、サービスを提供していた。そのため、施設を所有していた官が施設の不具合のリスクや大規模投資額の変動リスク、資産の残存価値リスク、そしてサービス提供のための人件費等を全て負担してきた。
PFIとはこのような物品の調達とサービスの提供を統合して、民間のサービスの提供とすることで、当該サービスを提供するために公共施設を所有する民間事業者に、施設の不具合リスクを移転し、提供するサービスの品質も保証させる仕組みである。このサービスを提供するために民間に資金調達させ、施設を整備・所有させ、民間の雇用・給与体系によるサービスを提供することで民間の資金・能力を最大限活用することができるようになる。
そのため、原則として従来のように官が施設整備費を民間に支払う代わりに、官は施設提供サービス購入費を民間に支払う。（施設提供サービス購入費は、施設整備費の割賦払いではないことに留意）また、民間によるサービスの提供など官は施設提供サービスだけでなく、施設に付随した清掃サービス、警備サービス、維持管理及び運営サービス等のサービスを包括的なひとつのサービス料金として支払う（その包括的な支払いを「ユニタリーペイメント」または、「ユニタリーチャージ」と呼ぶ）ことによって施設の不具合リスク、大規模投資変動リスク、資産残存価値変動リスクだけでなく、サービスの品質低下リスク等も含めて包括的に事業関連リスクを民間に移転することが可能になる。
従来の公共リスクを民間に移転するために公共は公共サービスに必要不可欠な要求項目をアウトプット（結果）仕様で明確に示し、そのモニタリングの仕方と支払のメカニズムを連動させた事業の枠組みを設定し、民間事業者に具体的な民間資金調達手法・施設整備手法・サービスの提供手法・リスク管理方法・サービスのパフォーマンス測定（モニタリング）手法などを提案させる。
公共は要求する結果は示すが、その達成する方法や手段を民間に提示させる。このことは公共事業のBPR（ビジネスプロセス・リエンジニアリング）を民間事業者に一任することを意味する。民間事業者がBPRにより事業プロセスを見直し、民間のノウハウを利用したサービスの提供手段により、コストが大幅に縮減した場合にはそのまま民間事業者の利益となる（もっとも、イギリスでは事業開始後にリファイナンスによる大幅な資金調達コストが低下したり、事業プロセスの大幅な変更によるコスト縮減の場合は全てのその利益を民間事業者が享受するのではなく、公共が民間に支払うフィーを下げるなど官民双方がコスト縮減の利益を享受できる仕組みになっている）。
いずれにせよ、民間事業者による手法が従来の方法よりも効率的で効果的であった場合に付加価値が生まれる。この付加価値が民間資金調達による公債による資金調達よりもコスト高になるデメリットを上回る場合にVFM（バリューフォーマネー）と呼ばれるメリットとなり、民間資金を利用する合理的な根拠となる。原則として民間が提供するサービスの水準が契約どおりに達成できない場合には減額が行われ、ある一定以上にサービスの質が低下した場合には民間が投資した施設整備費の対価も支払われないことになる。
EUでは2004年に公共調達に関するEU指令が発動され、競争的対話方式という手法が採用されるようになった。すでにイギリスでは新しい公共調達手法が2006年1月末より導入されており従来利用していたアウトプット仕様書を公共が設定し、優先交渉権者を選定し、その優先交渉権者と契約内容について交渉する交渉方式は競争が働かない特殊な事業（たとえばR&D関連事業等）でなければ利用できないようになった。
競争的対話方式とは、大規模投資を行う事業においてなるべく民間のノウハウを効果的に利用するためにどのような仕様書にするかを事業者と入札を開始する前に打ち合わせする仕組みである。官民の双方にとってベストのアウトプットを設定するために、比較可能な複数の具体的な解決方法を前提として入札の前にアウトプットをどうするかについて対話を通して設定する仕組みである。大規模投資を伴うさまざまな解決方法がありうるため、仕様書の検討の段階から資金調達の可能性についての検討が必要とされる。その結果、従来の交渉方式よりも複雑になり民間が負担しなければならない事業検討コストが膨らむため、必ずしも英国が従来用いていた交渉方式よりも勝っているとはいえないという批判もある。

### 事業方式
- BTO方式 : Build(建てて) - Transfer(移転して) - Operate(管理・運営する)
- BOT方式 : Build(建てて) - Operate(管理・運営する) - Transfer(移転して)
- BOO方式 : Build(建てて) - Own(所有して) - Operate(管理・運営する)
- RO方式 : Rihabilitate(改修して) - Operate(管理・運営する)

### 事業類型
- サービス購入型 : 地方公共団体等が事業者に料金を支払い、事業者が利用者にサービスを提供する。
- 独立採算型 : 利用者が事業者に料金を支払い、事業者が利用者にサービスを提供する。
- ミックス型 : 地方公共団体等と利用者が事業者に料金を支払い、事業者が利用者にサービスを提供する。

## PFI法の施行
日本では1999年7月公布のPFI法（民間資金等の活用による公共施設等の整備等の促進に関する法律）の施行以降活用され始めた。イギリスのPFI手法の仕組がSoPC（Standardisation of PFI Contract：PFI契約の標準化）として公表されたのも1999年7月であったことから、日本のPFI法の草稿を策定した段階ではイギリスのPFIの仕組がどのようなものであるかが理解できていなかったと考えられる。それは財政状況を悪化させることにつながるため、日本国外のPFIでは禁止されている施設整備費の割賦払いを禁止していないばかりか、むしろ割賦払いによる施設整備を促進しており、財政悪化の歯止めを外したものとなっていることからわかる。割賦払いの契約を締結すると公共には施設整備費を全額支払う義務が生じ、施設の瑕疵担保リスクを超えた不具合リスクを民間に移転することが出来なくなるというデメリットが生じる。そして、公債よりも資金調達コストの高い民間資金を利用して施設を整備する合理的な理由がなくなるので留意する必要がある。
ただし、日本国外のPFIのガイドラインが数多く出ているためその本質部分については日本でも理解が進んでおり、国や地方公共団体の事業コストの削減、より質の高い公共サービスの提供を目指すのが目的であると理解されている。日本では公共施設の建設や公共事業にPFI手法が取り入れられており、（仙台市のスポーツ施設「スポパーク松森」など）仙台市のPFI活用指針第3版は割賦による支払いを基本的に禁止して、民間にリスク移転する英国型のガイドラインとなっている。近年の都市再開発の多くはPFIを活用している。PFI手法によって、公共施設に民間施設を組み込むことも検討されている。
イギリスやアメリカでは刑務所や公立学校の運営にもPFIの手法が用いられており、これまで地方政府が独占していた公共教育のなかに市場と競争の概念を導入することで推進されている。教育サービスというマーケットのなかで、供給者（学校）間の競争促進と消費者（保護者や企業）のニーズを反映したサービスを提供する。このために、公立学校に対し大幅な裁量権を与えるとともに運営主体として民間企業やNPOなどの参入を認める。いっぽうで保護者や納税者への説明責任を明確にし、生徒の成績などの教育成果に応じて公立学校の存廃を厳しく判断する。この運営手法を利用してアメリカではベンチャー企業が続々と公立学校の運営に乗り出しており、新たな教育ビジネスを生んでいるが、反面アメリカのPFI刑務所では受刑者への暴力などで質が低下し、受刑者が大規模な暴動を起こす事態に直面している。また、日本でも経営破綻してしまうPFI事業も当然ながら存在する。
日本でもPFI刑務所が山口県美祢市に作られることになった（美祢社会復帰促進センター：2007年5月13日供用開始）。イギリスやアメリカのPFI刑務所と異なり公権力行使（懲罰・連行など）に関しては刑務官が担当し、それ以外の受付、巡回、教育、清掃、給食などのサポート業務を民間が担当するというフランス型に近い混合運営施設方式が採用されている。公務員と民間人が半々である。刑務所関連産業による地域振興を期待して、激しい誘致合戦が繰り広げられた。また京都府京都市の京都市立京都御池中学校もPFI方式で校舎が作られた。
事業者の選定は総合評価一般競争入札方式か公募型プロポーザル方式を用いて行われる 。

## 問題点

### 官民間のリスク分担
PFI事業の数が増えてくると問題を生み出す事業も増えてくる。福岡市の温浴施設（タラソ福岡）では、運営が破綻する事象が生じた際に、市と金融機関が直接契約を締結していたにもかかわらず、金融機関によるステップインが実行されなかった。これは事業が悪化しても融資回収に影響を与えないノーリスク融資であったことが原因と考えられる。このような形で民間資金を利用することは、公債による資金調達コストよりも民間資金調達コストが高い分だけ税金の無駄遣いであるという批判につながる。また、前述のスポパーク松森では地震を原因としたリスク分析が十分ではなく、リスクを原因としたあらゆる事故の責任が民間に移転されていなかった。
このような問題から、PFI事業における民間へのリスク移転が検討され始めている。たとえば刑務所の2号案件である「島根あさひ社会復帰促進センター」整備事業では、施設外の逃走事故が発生すると支払いが減額される。しかしながら、このような施設整備対象外のエリアでのリスク移転まですることが適切であるかどうかは疑わしい。公共が民間に移転したいリスクを移転するという観点での条件設定をすることは適切ではなく、民間にリスクを移転することでバリューが生み出されるかどうかを基準にしてリスク配分する必要がある。事業リスクの官民の適切な配分が今後の日本のPFIの検討課題であると思われる。
また金利についての問題もある。PFI事業は10年以上にわたる長期での計画を設定し入札を行う。そのため入札後は事業が設定された期間の金利を税金で払い続けることになる。金融系の民間企業へ長期にわたり金利という形で税金を投入するための施策とも言われている。
2007年10月13日に開所された3例目となる栃木県さくら市の「喜連川（きつれがわ）社会復帰促進センター」は「半官半民刑務所」「民活（「PFI=民間資金活用による社会資本整備」を略した）刑務所」と報道されている。

### 協働する官民の癒着
PFI方式で開業した全国初の病院「高知医療センター」では、家電や高級家具を受け取っていたとして前院長が収賄で逮捕される事例が発生した。このとき贈賄容疑で逮捕されたのはオリックス不動産の元社員である。
イギリスやオーストラリア・ビクトリア州のPFI手法には、賄賂や不正行為による契約解除や潔白度検証等に疑わしい状況であった場合のあらゆる調査費用を民間が負担する仕組みがあるため抑止力が働き、不正行為が発生した事例は報告されていない。
一方、日本のPFIの場合、官と民間企業の垣根が低くなり、癒着が生じやすくなり官民癒着の温床との指摘がある。また、本来なら医療本体の赤字をカバーする役割だった給食、検査、清掃、薬品調達など利益を生む部門を民間に丸投げ、特別目的会社の構成民間企業のみが利益を得て、医療本体を県民が負担するのみという構造になっているという指摘もある。しかも、完全に民営化した場合は産婦人科や小児科などの不採算部門が切り捨てられ、地域医療が崩壊するとの指摘も挙がっている。企業契約のヴェールに包まれていて経営内容が闇の中であり、もっと情報公開をとの声がある。
この点を踏まえ「雇用状況は特別目的会社の構成企業から下請け、孫受け状態で現場の労働者は低賃金。現状では失敗」「公立病院の経営をビジネスでやることに無理がある」「医療分野ではPFIは成功しなかった」との指摘がなされている。

## PFI法の改正と「公共施設等運営権」の導入

### 改正のポイント
2011年6月に改正PFI法が公布された。この法改正によって、PFI法に「公共施設等運営権」という権利が新たに追加された。国土交通省や内閣府では、公共施設等運営権が設定されたうえで実施されるPFI事業の方式をコンセッション方式と呼んでいる。
「運営権」の設定を受けたPFI事業者は、施設の運営や維持管理を行い、利用料金を自らの収入として収受することができるようになる。PFI事業者は、日々の施設運営から、設備投資、料金徴収業務といった業務を包括的に長期間にわたって実施することができるようになることが期待されている。
公共施設等運営権が設定できる事業は、「利用料金を徴収するものに限る」とされており、主に、上下水道事業や空港事業、公営鉄道・地下鉄事業、公営住宅などでの活用が中心になるものと考えられる。なお、公共施設等運営権は既に整備が済み、運営中の事業についても適用可能である。
同方式を活用することで、民間のノウハウを活用した事業運営の効率化やサービスレベルの改善、公共部門の資金調達の必要性が減少することにより財政健全化に寄与すること、などが期待されている。

### 独立採算型が皆無だった日本のPFI
1999年のPFI法公布以来、日本のPFI事業は、行政がPFI事業者に建設、維持管理の報酬を支払う「サービス購入型」と呼ばれる方式が大半を占めており、インフラの利用者が事業者に報酬を直接を支払う「独立採算型」とよばれる方式は皆無に等しい状況であった。
行政がPFI事業者にサービス対価を支払う「サービス購入型」への偏重は批判を招くことも多かった。例えば、「ハコ物整備に偏重している」、「従来の公共事業を繰延べ払いにしただけではないか」といったものが挙げられる。
これまでの日本のPFI事業数のうち、独立採算型の占める比率は極めて小さい。これまで実施された事業の内訳を見ると、サービス購入型が全体の約7割を占めている一方で混合型は約24%、独立採算型は約4%にとどまっている。

## 主な事例
庁舎
- 紫波町役場
- さいたま市大宮区役所
- 中央合同庁舎第7号館
- 中央合同庁舎第8号館
- 九段第3合同庁舎・千代田区役所
- 気象庁虎ノ門庁舎
- 東京国税局
- 東雲合同庁舎[5]
- 横浜市瀬谷区総合庁舎
- 甲府地方合同庁舎
- 大津地方合同庁舎
- 大手前合同庁舎[6][7]
- 和泊町役場

Park-PFI
- 造幣局東京支局跡地公園（としまみどりの防災公園・としまキッズパーク）[8]
- 駒沢オリンピック公園
- 名城公園

警察関係
- 原宿警察署
- 徳島東警察署
- 神奈川県警察運転免許センター
- 愛知県運転免許試験場
- 大阪府警察学校

医療機関
- 東京都立駒込病院
- 東京都立多摩総合医療センター

その他
- 仙台空港民営化（コンセッション方式）
- 越谷市斎場 - 初の斎場PFI
- 桜環境センター
- 東京国際空港（国際線ターミナルビルのみ）
- 国際法務総合センター（維持管理・運営）
- 有明アリーナ
- 横浜みなとみらい国際コンベンションセンター（パシフィコ横浜ノース）
- 横浜文化体育館建て替え
- 新潟県立武道館
- 桑名市立中央図書館
- 京都市立京都御池中学校複合施設
- 大阪大学グローバルビレッジ施設
- 美祢社会復帰促進センター
- 福岡市美術館リニューアル事業
- ミクニワールドスタジアム北九州
- 高速マリン・トランスポート（防衛省の「民間船舶の運航・管理事業」の事業主体）
- 日環アリーナ栃木[9]

破産したPFI事業
- タラソ福岡
- 名古屋港イタリア村
- 近江八幡市立総合医療センター

日本以外
- ロイヤル・アーマリーズ - イギリスの武具博物館で、同国初めてのPFI失敗事例

## 文献
- 刑事立法研究会（編）『刑務所民営化のゆくえ 日本版PFI刑務所をめぐって』現代人文社、2008年2月、ISBN 978-4-87798-368-0
- Q11 PFIの事業方式と事業類型 - 内閣府